# António Osório
António Osório de Castro, conocido como António Osório (Setúbal; 1 de agosto de 1933 - Lisboa; 18 de noviembre de 2021 ), fue un escritor y poeta portugués, con antepasados gallegos e italianos. Su poesía es de temática fundamentalmente amorosa. Empezó a escribir en los años 50, aunque empezó a publicar en la década de los 70. Es abogado, y fue administrador de la Comissão Portuguesa da Fundação Europeia da Cultura, y entre otros cargos y honores es desde 1999, socio correspondiente nacional, en la Clase de Letras, de la  Academia das Ciências de Lisboa.

## Obra
- A Raiz Afectuosa (1972)
- Ignorância da Morte (1978)
- O lugar do Amor (1981)
- Décima Aurora (1982)
- Adão, Eva e o Mais (1983)
- Planetário e Zoo dos Homens (1990)
- Casa das Sementes (2006)